# George Brown
George Brown (Alloa, 29 de novembro de 1818 – Toronto, 9 de maio de 1880) foi um jornalista, editor e político canadense, considerado um dos Pais da Confederação do Canadá. Brown foi o fundador e editor do jornal The Globe, um dos periódicos mais influentes no Canadá na época.
Como político  foi um reformista, defendendo os problemas e reclamações da província do Canadá Superior. Brown teve um papel importante no estabelecimento da unidade nacional, porém sua influência política diminuiu após 1865. Ele mesmo assim manteve-se uma voz ativa dentro do Partido Liberal, promovendo uma expansão territorial para o oeste e opondo-se às políticas do primeiro-ministro sir John A. Macdonald.
Um ex-empregado The Globe atirou-lhe em março de 1880 no escritório do jornal, acertando-o em sua perna. A ferida, aparentemente menor, posteriormente gangrenou e Brown morreu sete semanas depois.

## Biografia
A família emigrou para Nova Iorque da Escócia 1837, onde começou a publicar jornais.